# Passiflora sanguinolenta
Passiflora sanguinolenta je biljka iz porodice Passifloraceae.

## Sinonimi
- heterotipni
  - Passiflora mastersiana Harms, Bot. Jahrb. Syst. 18 (Beibl. 46): 8. 1894.